# Terminator: Kroniki Sary Connor
Terminator: Kroniki Sary Connor (ang. Terminator: The Sarah Connor Chronicles) – amerykański serial telewizyjny emitowany przez telewizję Fox od stycznia 2008 roku do kwietnia 2009 roku. Produkcja jest kontynuacją wydarzeń znanych z filmu Terminator 2: Dzień sądu, a zarazem alternatywą dla kolejnego filmu franczyzy – Terminator 3: Bunt maszyn. Akcja skupia się na Sarze Connor i jej synu Johnie, którzy wspomagani przez Terminatora (w postaci kobiety) imieniem Cameron Phillips, próbują nie dopuścić do stworzenia Skynetu.
W maju 2009 roku Kevin Reilly, szef działu rozrywki amerykańskiej telewizji Fox (producenta serialu), ogłosił rezygnację z produkcji trzeciej serii serialu, co wywołało bardzo negatywne reakcje ze strony fanów, który rozpoczęli różnorodne akcje lobbingowe i kampanie na rzecz uratowania serialu. Mimo wysiłków fanów nie udało im się ocalić serialu. Kompozytor muzyki do serialu, Bear McCreary, stwierdził, że trzeci sezon mógłby być najlepszym z dotychczasowych.

## Obsada
- Lena Headey – Sarah Connor
- Thomas Dekker – John Connor
- Summer Glau – Cameron Phillips / T-900
- Richard T. Jones – James Ellison
- Owain Yeoman i Garret Dillahunt – Cromartie
- Shirley Manson – Catherine Weaver / T-1001[5]
- Brian Austin Green – Derek Reese

W epizodach wystąpili m.in.: Matt McColm, Tony Amendola i Connor Trinneer.